# Marissa Ponich
Marissa Ponich, née le 1er mai 1987 à Edmonton, est une escrimeuse canadienne . Elle s'entraine actuellement au Sergei’s Sabre Club, à Edmonton, avec son entraineur de toujours, Sergei Kazimirski.

## Carrière
Marissa Ponich commence sa carrière d'escrimeuse à l'âge de 19, en 2006. En 2013 elle intègre l'équipe Nationale du Canada et participe sa première compétition internationale.
Marissa Ponich est médaillée de bronze en sabre par équipe aux Championnats panaméricains d'escrime 2013, aux Championnats panaméricains d'escrime 2016 et médaillée de bronze en sabre individuel aux Championnats panaméricains d'escrime 2017.
Aux Championnats panaméricains 2019, elle obtient la médaille d'argent en sabre par équipes. Elle est ensuite médaillée de bronze en sabre par équipes aux Jeux panaméricains de 2019.
Le 15 Mars 2021, Marissa Ponich annonce qu'elle et son équipe n'ont pas réussi à se qualifier pour participer aux Jeux Olympiques 2020/2021 de Tokyo.